# Aït Yahia
Aït Yahia (en tifinagh : ⴰⵝ ⵢⴻⵃⵢⴰ ; en kabyle : At Yeḥya) est une commune de la Wilaya de Tizi Ouzou en Algérie, située à 47 km au sud-est de Tizi Ouzou, à 33 km au sud d'Azazga et à 4 km au nord-est d'Ain El Hammam. Le chef-lieu de la commune est le village d'Ait Hichem (ou At Hichem).

## Géographie

### Localisation
La commune est traversée par la route nationale RN 71, qui relie Azazga et Aïn El Hammam et par la départementale CW 150, qui relie la RN 12 et la RN 71 depuis Châayeb à Aït Hichem en passant par Mekla et le CW 10 depuis Souamaa à Boushel.
La commune d'Aït Yahia est située au sud-est de la wilaya de Tizi-Ouzou. Le territoire de la commune est délimité :
- au nord, par les communes de Mekla, d'At Khellili, de Souamaâ et d'Ifigha ;
- à l'est, par les communes d'Illoula Oumalou et de Imsouhel ;
- au sud, par les communes d'Iferhounène et d'Abi Youcef ;
- à l'ouest, par les communes d'Aïn El Hammam et d'Aït Aouggacha.

| Mekla                       | Aït Khellili Souamaâ | Ifigha Illoula Oumalou |
| Aït Aouggacha Aïn El Hammam | Aït Yahia            | Imsouhel               |
| Aïn El Hammam               | Abi Youcef           | Iferhounène            |

### Localités de la commune
Lors du découpage administratif de 1984, la commune d'At Yahia est composée à partir des localités suivantes :
- Agouni Issad (Agni n Yesɛed)
- Aït Ahmed (At Ahmed)
- Aït Anteur (At Ɛentar)
- Aït Bouchtchour (At Buteččur)
- Aït Boufarès
- Aït Cherif
- Aït Daoud
- Aït Djebara (At Jbara)
- Aït El Hadj
- Aït Hamadouche
- Aït Hela
- Ait Hichem (At Hicem)
- Aït Mellal (At Mlal)
- Aït Mendil
- Aït Si Amara (At Si Ɛmaṛa)
- Aït Ziri (At Ziri)
- Igoufaf
- Igouras (Igures)
- Ihamachène
- Issendlene
- Koukou (Kuku)
- Targouste (At lhadj)
- Tafraout (Tafrawt)
- Tagounits (Tagnitt)
- Tala Bouafir
- Takanna
- Taka (ou Taqa)

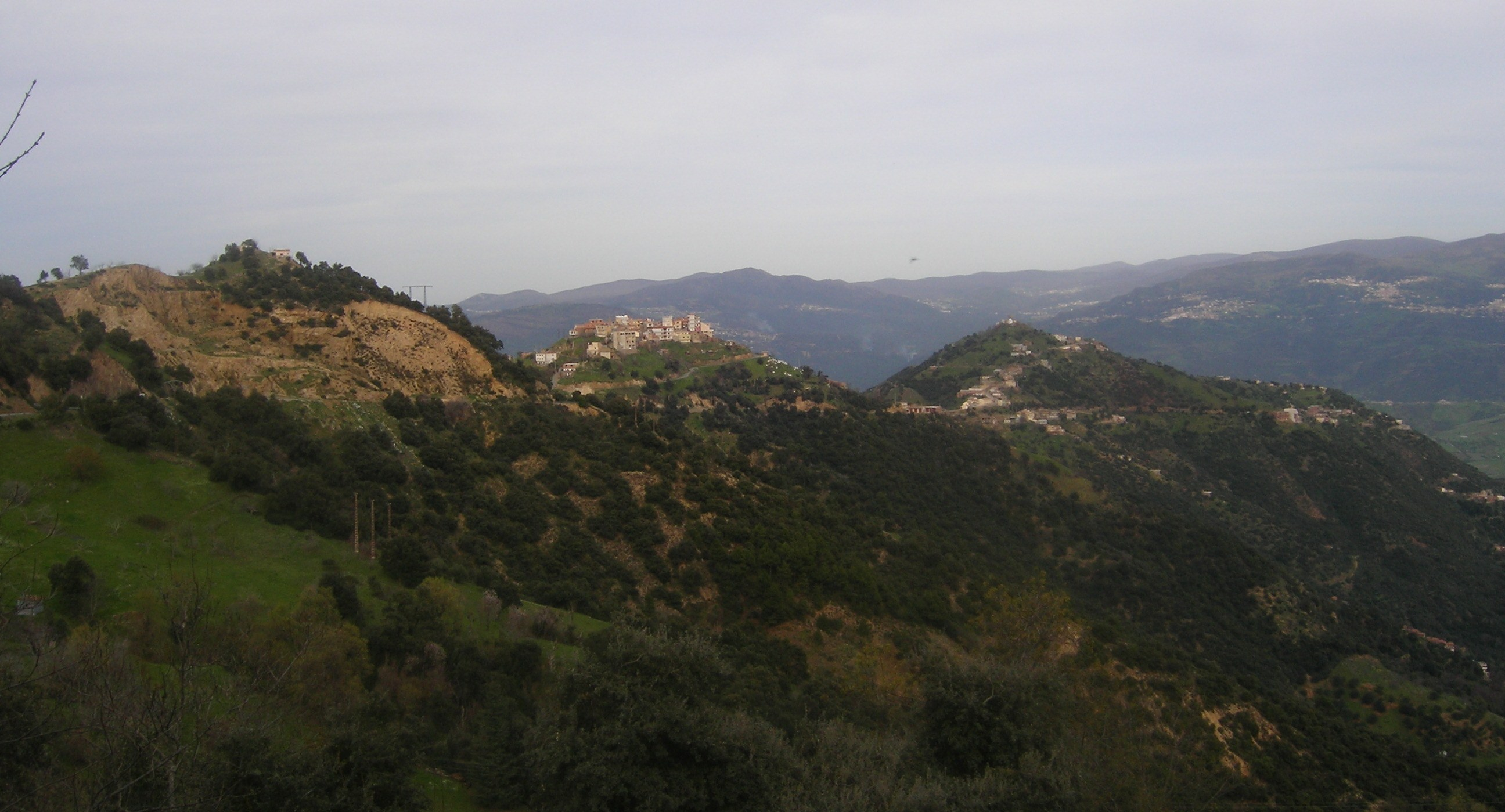
Villages Tafrawt et Koukou
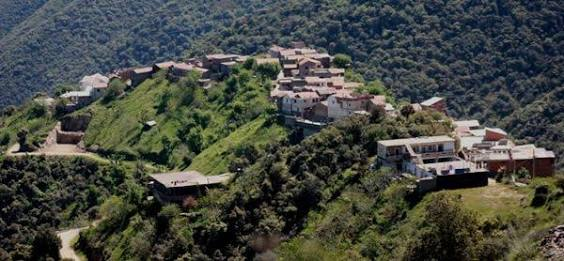
Village Issendlene
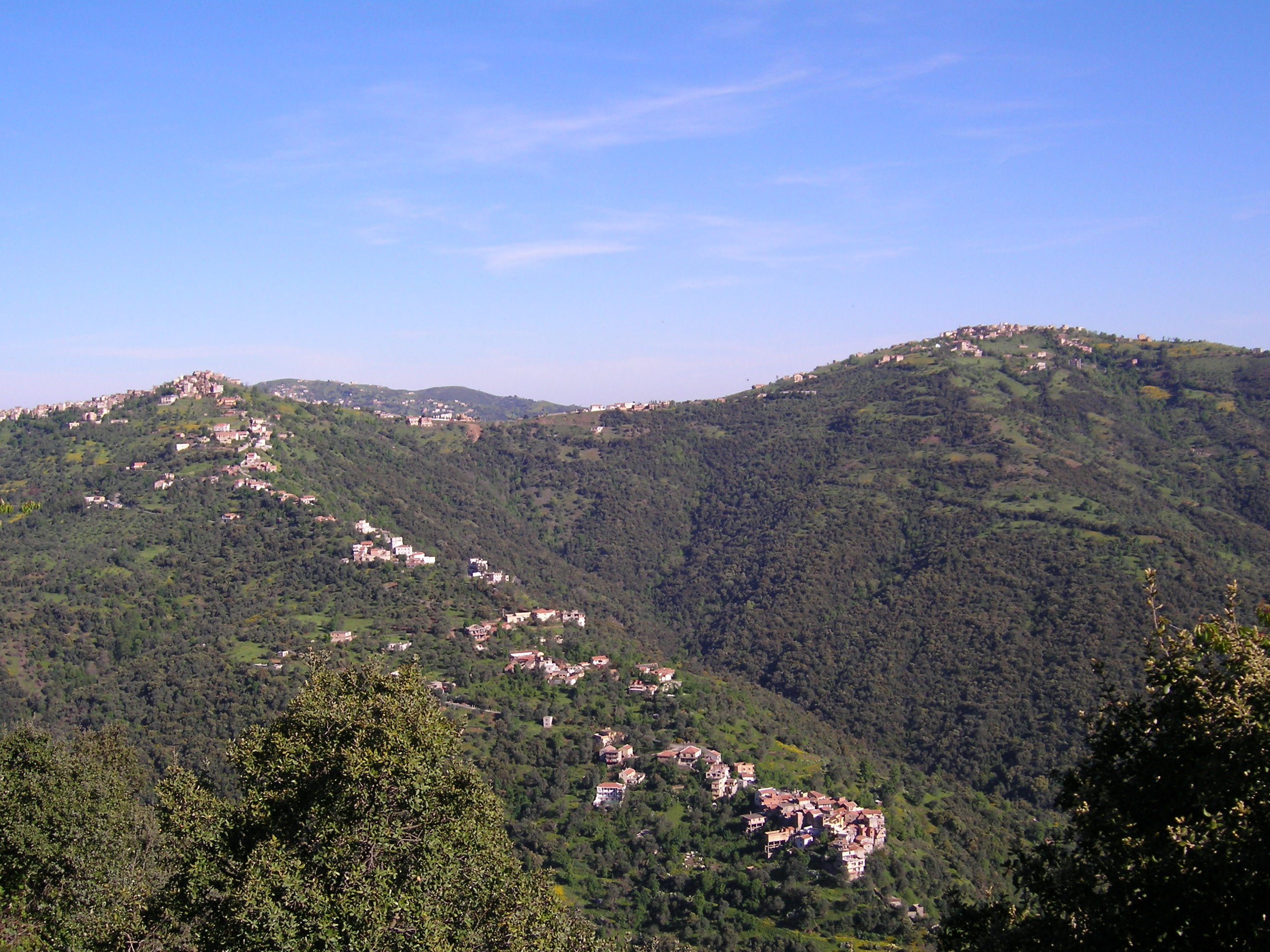
Villages Taka à gauche et Igoufaf droite, vus depuis Koukou
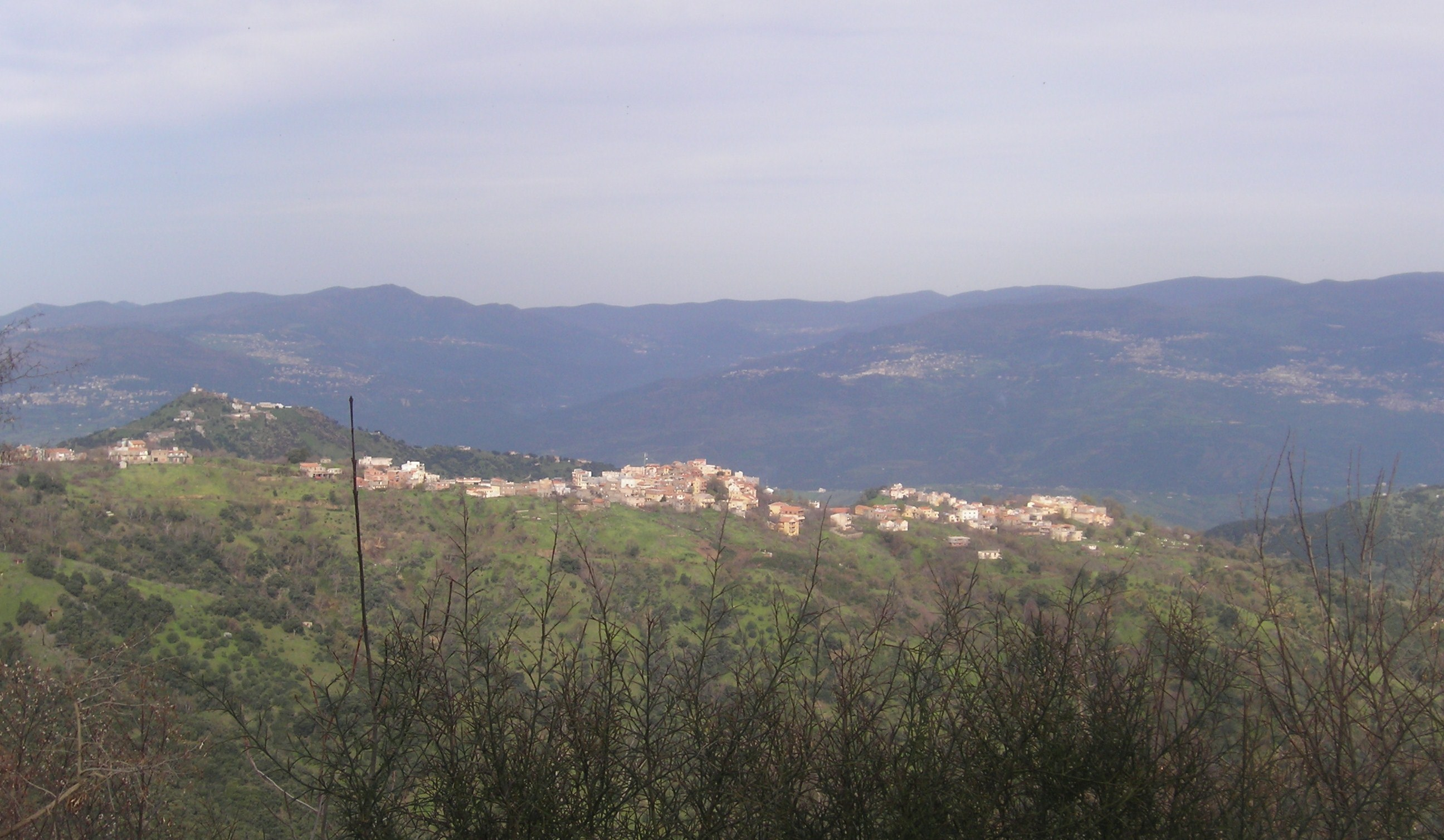
Vue des villages At Mendil, Ait-Ziri et At Antar
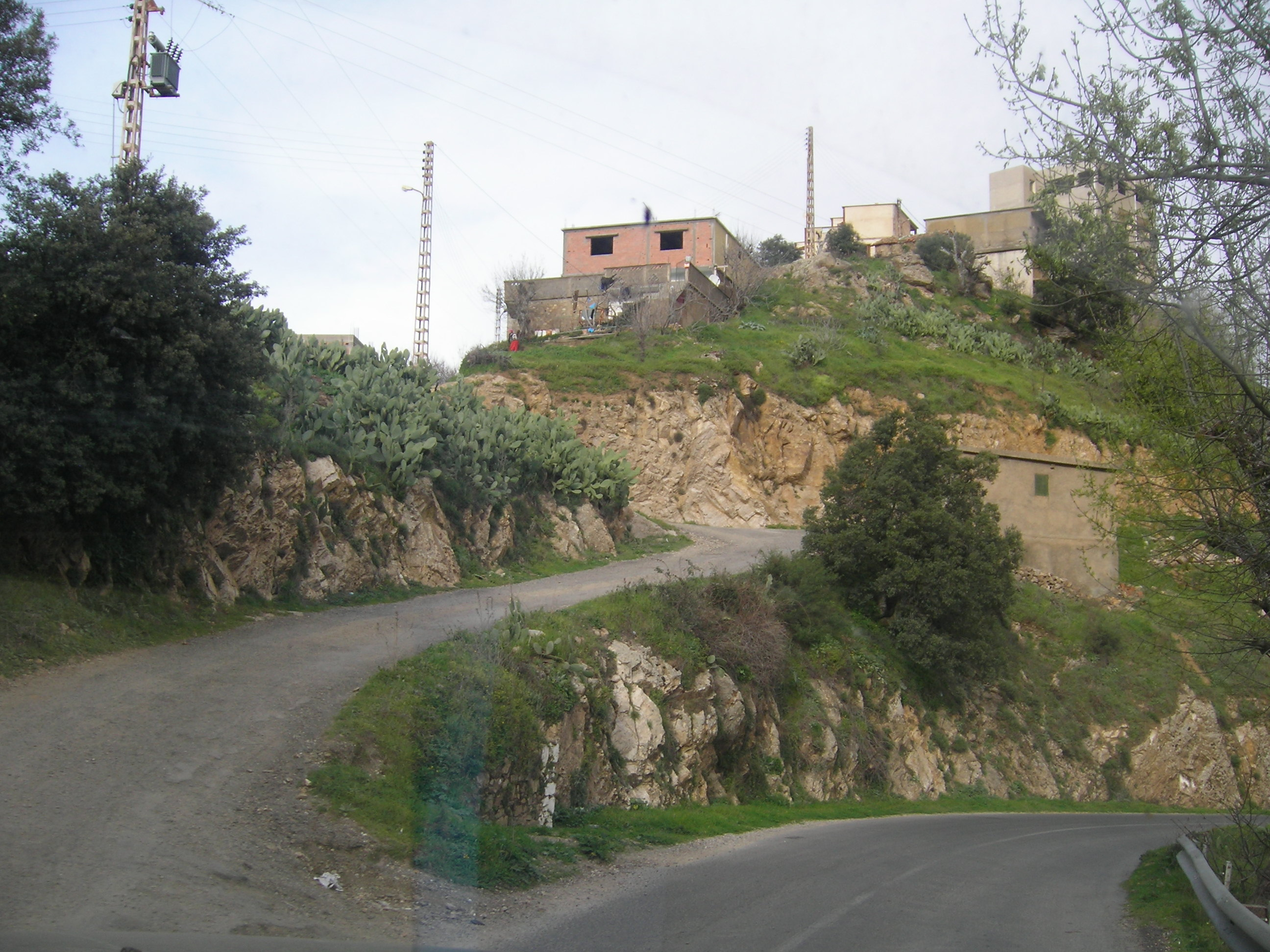
Entrée principale du village Tafrawt sur la RN 71

## Histoire
Ce Âarch (At Yahia) faisait partie de la commune mixte de Djurdjura, puis de la commune de Ain El Hammam jusqu'en 1984 (loi du 4 février 1984 portant sur le nouveau découpage administratif), date à laquelle ce Âarch est devenu une commune à part entière.

## Économie
Ighil n'Sebt accueille le centre artisanal de la commune (atteliers privés), consacré à la tapisserie qui fait la réputation de la région[réf. nécessaire], ainsi qu'une usine de textile.

## Vie politique et administration

### Siège de l'assemblée populaire communale
Le siège de l'assemblée populaire communale se situe à Ighil n'Sebt, ancien emplacement du marché hebdomadaire éponyme, à la sortie sud d'At Hicam, dans les locaux d'un ancien ouvroir autrefois dirigé par les Sœurs Blanches
De nouveaux locaux destinés à accueillir le centre administratif de l'assemblée élue sont en cours de construction à Taqaâett n'Idebbalen, de l'autre côté du village d'At Hichem.

### L'assemblée populaire communale

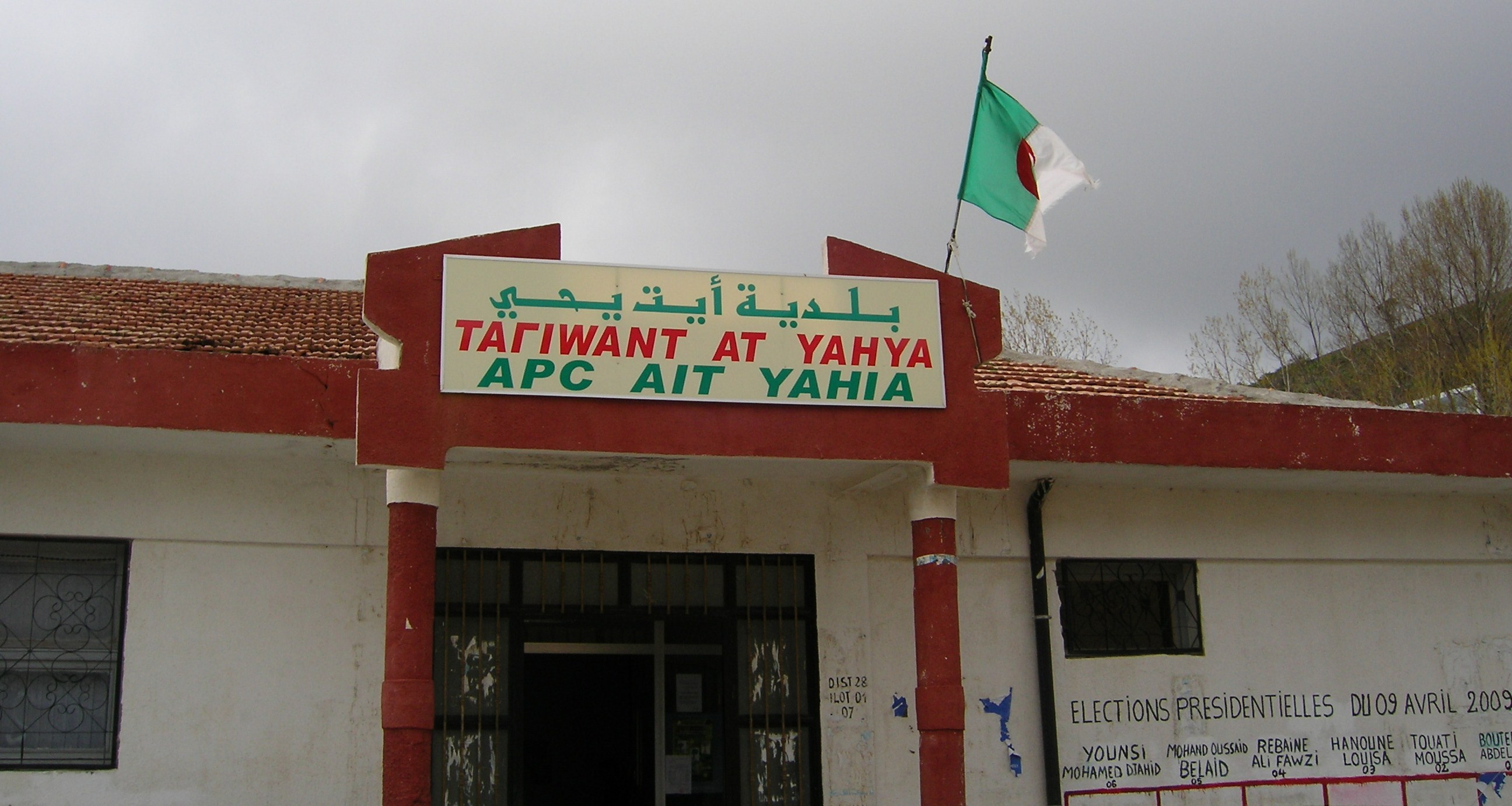
vue de l'entrée de la mairie

La première assemblée populaire communale (APC) élue d'At Yahia est présidée par Hocine Ben Younes du village At Ziri. Hocine Ben Younes décède au cours de son mandat, il est remplacé par son premier vice-président, Mohamed Ait Tayeb du village d'Igoures, et ce, jusqu'à la fin de la mandature en 1989.
Depuis l'avènement du multipartisme en Algérie, en 1989, c'est le FFS et le RCD, deux partis politiques à fort ancrage en Kabylie, qui se succèdent à la présidence de l'assemblée communale.
Le RCD remporte les élections les élections de 1989. Boussaâd At Oufella, du village de Tagounits, est élu président de l'assemblée communale.
En 1994, le RCD et le FFS boycottent les élections. L'État, pour parer au vide, désigne une délégation exécutive communale (DEC). Djillali Ben Gougam, du village d'At Ziri, est désigné à la tête de cette délégation.
En 1997, le FFS remporte les élections avec une majorité relative. Mourad At Hamadouche, du village de Taka, est élu président de l'APC. il démissionne en 2000, avant la fin de son mandat. Son premier adjoint, Mohand Ben Slimane, du Village de Koukou, lui succède jusqu'à la fin du mandat.
En 2002, Mohand Ben Slimane, alors membre du FFS, est reconduit à la tête de l'APC. Mais lorsque le FFS décide de se retirer de la gestion des communes, Mohand Ben Slimane se retire du FFS et reste ainsi à son poste de président (indépendant) jusqu'à la fin du mandat.
Aux élections municipales de 2007, la commune est présidée par Tahar Ben Slimane, du RCD, qui a obtenu la majorité des sièges. Les onze sièges de l'assemblée sont répartis entre trois partis : le RCD, le FFS et le FLN .
En 2012 , un protocole d'accord a été scellé entre les élus en constituant une majorité afin de gérer les affaires de la commune et le FLN administre la commune.

### Infrastructures scolaires
Les grands villages sont dotés, chacun, d'une école primaire : At Hicem, At Ziri, Tafrawt et Issendlene, Kuku, Tagnitt, Takanna, Taqa, Igufaf, At Si Amara. Il existe une école primaire à Tagemunt Kuku mais elle est fermée faute de potaches et c'est le même cas de figure avec celle de Tukac; on y a érigé une petite école en préfabriqué mais elle a servi juste quelques années ; elle est actuellement abandonnée, il y a aussi une nouvelle école primaire (Igoufaf 2) au nom de chahid Djoudrez Hocine, installer en 2000 entre les six villages annexes d'Igoufaf, (At Thalla, At Cherif, At Bou Fares, At Daoud, Thargousth, Ihemachene.
En outre, on y trouve trois collèges d'enseignement moyen (CEM) :
- à At Hichem, depuis 1979
- à Taka, depuis 1989
- à Tagounits, inauguré en 2002;

Un Lycée à Taqaɛett Iḍebbalen près de At Hichem est inauguré en 2010.

### Infrastructures médicales
Quatre unités de premiers soins de type dispensaire :
- Un dispensaire à At Hichem (At Madi) ;
- une unité à Kuku (Marguen) ;
- une unité à Tagounits (At-Zmih)
- et une unité à Taka (Tizi).

### Infrastructures postales
La commune dispose de trois bureaux de poste : At Hichem (Sebt), Kuku (Marguen), Taka (Tizi).

## Vie quotidienne

### Vie sportive
La salle de sport polyvalente d'At Hichem, dont disposait la commune, a été démolie et le terrain est affecté à d'autres projets, notamment celui de recevoir la « nouvelle ville » d'Aït Yahia.
Le village de Taqa dispose d'un stade de football.

### Vie culturelle
La commune dispose de deux maisons de jeunes dans les villages de Taka et Ait ziri, et de deux aires de jeux aménagées, l'une à Tagounits, l'autre à Taka.

## Personnalités liées à la commune
- Mohand Ou Lhocine,
- Rachid Bellil,
- Loucif Hamani,
- Kamel Abdesselam joueur à la JS Kabylie (1978-1993)
- Hocine Aït Ahmed,
- Mokrane Ait Larbi
- Arezki Ait Larbi,
- Ali Yahia Abdennour,
- Rachid Ali Yahia
- Belaid Ait Medri

## Sources et références
1. ↑  « Décret executif n° 91-306 du 24 août 1991 fixant la liste des communes animées par chaque chef de daïra. 15 - Wilaya de Tizi Ouzoou », Journal officiel de la République Algérienne, 4 septembre 1991 (consulté le 11 mars 2020), p. 1301
2. ↑  https://www.elwatan.com/edition/actualite/letat-doit-mettre-en-service-loffice-des-oeuvres-scolaires-04-10-2021
3. ↑  [PDF]Recensement 2008 de la population algérienne, wilaya de Tizi Ouzou, sur le site de l'ONS.
4. ↑  Journal officiel de la République Algérienne, 19 décembre 1984. Décret n° 84-365, fixant la composition, la consistance et les limites territoriale des communes. Wilaya de Tizi Ouzou, page 1509.